# 太平街道 (成都市)
太平街道，原为太平镇，是中华人民共和国四川省成都市双流区下辖的一个乡镇级行政单位。2019年12月，撤销太平镇、合江镇，设立太平街道，以原太平镇和原合江镇所属行政区域为太平街道的行政区域，太平街道办事处驻政府街999号。

## 行政区划
太平街道下辖以下地区：
太平场社区、新城社区、同心村、二郎村、前进村、白马村、桃源村和小堰村。